# القرصنة: فن الاستغلال
القرصنة: فن الاستغلال (بالإنجليزية: hacking:the art of exploitation) هو كتاب لجون إريكسون حول أمن الحاسبات والشبكات.

## النشر
تم نشره في عام 2003، مع إصدار ثاني في عام 2008. تم تطوير جميع الأمثلة في الكتاب وتجميعها واختبارها على جنتو لينكس.